# كونغرس نيفادا
كونغرس نيفادا (بالإنجليزية: Nevada Legislature)‏ هي الهيئة التشريعية لنيفادا، تتكون من المجلس الأعلى مجلس شيوخ نيفادا 
، والمجلس الأدنى جمعية نيفادا .